# رودنی
رودنی، روستایی از توابع بخش عقیلی شهرستان گتوند در استان خوزستان ایران است. زمین های کشاورزی رودنی از موقعیت خوبی برخوردارند.

## جمعیت
این روستا در دهستان عقیلی جنوبی قرار دارد و براساس سرشماری مرکز آمار ایرانسرشماری عمومی نفوس و مسکن در سال1395، جمعیت آن 75 نفر (24خانوار) بوده‌است.

## قلعه باستانی رودنی
تپه قلعه رودنی در مرکز روستای رودنی واقع شده‌است.
محوطه‌های تاریخی شهرستان گتوند برای اولین بار در سال ۱۹۶۹ توسط هنری رایت که به منظور شناسایی استقرارهای پس‌کرانه دشت شوشان به این منطقه آمده بود، بررسی شد.
رایت در بررسی خود که نتیجه آن را در مقاله‌ای تحت عنوان «بررسی باستان‌شناختی در دشت رامهرمز، شوشتر و گتوند» به چاپ رساند موفق به شناسایی ۱۸ محوطه باستانی در شهرستان گتوند شد.
رایت در مقاله خود از محوطه رودنی تحت عنوان قلعه رودنی نام برده و تپه مورد نظر را تحت عنوان KS ۲۶۱ به ثبت رسانده است.
در سال ۱۳۸۷ عبدالرضا پیمانی محوطه موسوم به گورستان کلانتر و محوطه کلانتر را مورد کاوش اضطراری قرار داد؛ تصریح کرد که کاوش‌های وی در سال ۱۳۸۸ و ۱۳۸۹ توسط حمیدرضا ولی‌پور ادامه داده شد و از سال ۱۳۸۹ به بعد فعالیت باستان شناختی در این شهرستان صورت نگرفت.
قدیمی‌ترین آسیب‌هایی که به این تپه‌ها وارد آمده ایجاد ساختمان‌های مسکونی بر روی تپه رودنی و تسطیح قسمت‌هایی از تپه به منظور کشت و زرع است.

## شهرها و روستاهای نزدیک به رودنی
از نزدیک ترین شهر ها و روستاها به رودنی میتوان اشاه کرد به: 
شهرها:شوشتر و گتوند
روستاها:شهرک شهید محمدی(ظلم آباد)،دشت بزرگ،بدیل،روستای مرتضی.